# Aquari de Seattle
L'Aquari de Seattle (Seattle Aquarium) és un aquari públic situat a Seattle (Washington, Estats Units). Obrí el 20 de maig del 1977 i originalment era propietat del Departament de Parcs i Lleure de Seattle. L'1 de juliol del 2010 fou traspassat a la Seattle Aquarium Society, una entitat sense ànim de lucre. Rep més de 800.000 visitants a l'any, incloent-hi 50.000 estudiants. Fou la primera institució a criar llúdries marines des de la concepció fins a l'edat adulta.